# Pantalla presentadora frontal
Una pantalla presentadora frontal (HUD, per les seves sigles en anglès) és una pantalla transparent que presenta informació a
l'usuari, de manera que aquest no ha de canviar el seu punt de vista per a poder veure
aquesta informació. El seu nom prové del fet que l'usuari pot veure la informació amb el cap
alçat i mirant cap endavant, d'aquí "Head-up".

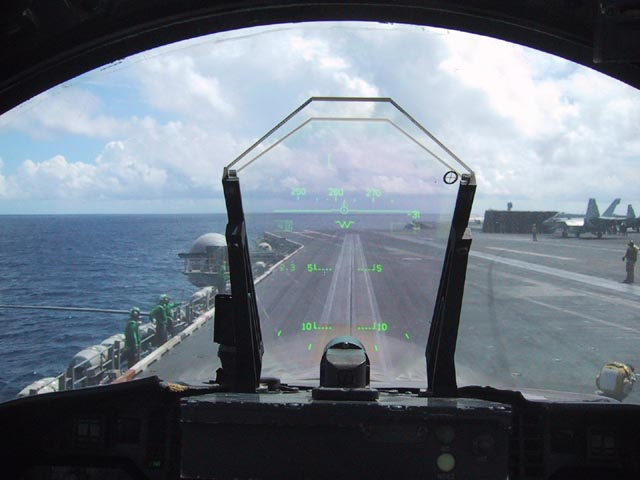
Visió amb un HUD des de la cabina de pilot d'un avió militar F/A-18

Un bon exemple seria una HUD dissenyat per pilots, aquest els permetrà no haver de
baixar el cap per poder veure els instruments de vol, sinó que poden veure els instruments
sempre davant seu. Tot i que va ser dissenyat per l'aviació militar, avui en dia ja s'utilitza en aviació civil i
en la indústria automobilística.
Les pantalles actuals HUD, deriven d'antigues pantalles CRT sobre fòsfor, que, donaren pas a les pantalles LED que s'usen en l'actualitat. Això no obstant, la indústria continua investigant especialment en el camp de les guies d'ona òptica.

## Exemples
- El sector de l'automòbil ha creat dispositius HUD, que projecta informació de conducció i navegació sobre el parabrises. Per tal de poder veure realment la projecció sobre el parabrises, els fabricants juguen amb la inclinació d'aquest i introdueixen, entre dos capes de vidre, una capa d'un material transparent però que evita la refracció de la imatge.
- Actualment, s'estan desenvolupant uns HUD que utilitzaran una tecnologia anomenada Synthetic Vision System (SVS). Aquests dispositius projectaran, des de bases de dades d'alta resolució, escenes i/o objectes del món real generats per ordinador. Així, si un avió vola sense visibilitat, aquest tipus de HUD podran captar els voltants, els quals seran projectats en el HUD perquè el pilot pugui veure possibles obstacles.[1]
- Als videojocs hi ha HUD quan es parla de la informació donada a la pantalla.